# مرگن اسماعیل‌کندی
مرگن اسماعیل‌کندی، روستایی از توابع بخش قره قویون شهرستان شوط استان آذربایجان غربی کشور ایران است. این روستا به همراه روستاهای مرگن قدیم، مرگن وسط و مرگن عزیزآباد تجمیع و به شهر مرگنلر ارتقا یافت.

## جمعیت
این روستا در دهستان قره قویون جنوبی قرار داشته و بر اساس سرشماری سال ۱۳۸۵ جمعیت آن ۴۱۶نفر (۹۲ خانوار) 
بوده است.